# 杭州云城“金手指”
杭州云城“金手指”，又名杭州云城南综合体，是位于杭州城西的一个建筑综合体，位于杭州西站枢纽站房南侧，地处城西科创大走廊腹地，杭州云城核心区。拥有80米高的云门和4幢高度超200米的高楼，其中A塔楼高320米，建成后将成为杭州第二高楼，B塔楼高300米，两幢213米高的C塔和D塔为高级公寓。预计将于2028年整体交付。

## 简介
A塔楼是在建的杭州未来第二高楼，总建筑面积约23.3万平米。建筑顶部“镂空”，以“云眼”为设计理念，“隐喻点赞杭州，引领未来”。超五星级酒店凯悦臻选、超甲级写字楼入驻该大楼，刷新杭州顶级奢华酒店的新高度。五星级酒店凯悦尚选入驻300米的B塔楼。
云门公园也在建设中。